# Martin Munkácsi
Martin Munkácsi, nato Mermelstein Márton (Cluj-Napoca, 18 maggio 1896 – New York, 13 luglio 1963), è stato un fotografo ungherese.
Lavorò principalmente fra la Germania (Berliner Illustrirte Zeitung e Die Dame) e gli Stati Uniti (Harper's Bazaar), e divenne celebre nel campo della fotografia di moda. Nel corso della sua carriera, fotografò Katharine Hepburn, Leslie Howard, Jean Harlow, Joan Crawford, Jane Russell, Louis Armstrong e Fred Astaire. Il suo lavoro è stato d'ispirazione per celebri fotografi come Richard Avedon e Henri Cartier-Bresson.

## Carriera
Iniziò la propria carriera come reporter sportivo per un quotidiano ungherese. Grazie a questa esperienza, si specializzò a catturare le immagini in movimento, e la applicò nella fotografia di moda, che fino a quel momento era principalmente basata su pose statiche. Munkácsi fotografò le modelle in pieno movimento, rivoluzionando del tutto lo stile fotografico ed istituendo i canoni utilizzati negli anni successivi da tutti i fotografi del genere.
Nel 2012 la rivista The Times l'ha citato come una delle cento personalità che più hanno influenzato il mondo della moda nel corso del secolo..